# Função sinal
Em matemática e informática, a função sinal é a função que retorna o sinal do número real. Ou seja:
{\displaystyle \operatorname {sgn} x=\left\{{\begin{matrix}-1&:&x<0\\0&:&x=0\\1&:&x>0.\end{matrix}}\right.}

## Propriedades
- Em termos de funções características, pode ser escrito:

{\displaystyle \operatorname {sgn} x=\chi _{x>0}-\chi _{x<0}}
- Se relaciona com o valor absoluto de {\displaystyle x} por:

{\displaystyle |x|=x\operatorname {sgn} x}
ou ainda:
{\displaystyle x=|x|\operatorname {sgn} x}
compare esta última com a forma polar de um número complexo.
- Sua primitiva é:

{\displaystyle \int \operatorname {sgn} xdx=|x|+C}